# Galium subvelutinum
Galium subvelutinum là một loài thực vật có hoa trong họ Thiến thảo. Loài này được (DC.) K.Koch mô tả khoa học đầu tiên năm 1851.